# Деррік Нсібамбі
Деррік Нсібамбі (англ. Derrick Nsibambi, нар. 19 червня 1994, Кампала) — угандійський футболіст, нападник єгипетського клубу «Смуха» і національної збірної Уганди.

## Клубна кар'єра
У дорослому футболі дебютував 2014 року виступами за команду «Кампала Сіті Каунсіл», у якій провів чотири сезони. 
2018 року перейшов до єгипетського клубу «Смуха».

## Виступи за збірну
2017 року дебютував в офіційних матчах у складі національної збірної Уганди.
У складі збірної був учасником Кубка африканських націй 2019 року в Єгипті, де був запасним гравцем і на поле не виходив.